# Пача (приток Поноя)
Пача — река в России на Кольском полуострове, протекает по территории Ловозерского района Мурманской области. Устье реки находится в 138 км по правому берегу реки Поной. Длина реки — 26 км, площадь её водосборного бассейна — 132 км². Река порожиста.

## Данные водного реестра
По данным государственного водного реестра России относится к Баренцево-Беломорскому бассейновому округу, водохозяйственный участок реки — река Поной, речной подбассейн реки — подбассейн отсутствует. Речной бассейн реки — бассейны рек Кольского полуострова и Карелии, впадает в Белое море.